# Глуховец
Глуховец (укр. Глухівець) — село в Тростянецкой сельской общине Стрыйского района Львовской области Украины.
Население по переписи 2001 года составляло 120 человек. Занимает площадь 0,57 км². Почтовый индекс — 81611. Телефонный код — 3241.